# Măeriște
Măeriște è un comune della Romania di 3 225 abitanti, ubicato nel distretto di Sălaj, nella regione storica della Transilvania. 
Il comune è formato dall'unione di 6 villaggi: Criștelec, Doh, Giurtelecu Șimleului, Măeriște, Mălădia, Uileacu Șimleului.